# Rakowo (województwo lubuskie)
Rakowo (niem. Krebse) – osada w Polsce położona w województwie lubuskim, w powiecie międzyrzeckim, w gminie Skwierzyna.
W latach 1975–1998 miejscowość położona była w województwie gorzowskim.